# Утянка (озеро, Украина)
Утянка (укр. Утянка) — озеро, расположенное на территории Вышгородского района (Киевская область). Площадь — 0,4 км². Тип общей минерализации — пресное. Происхождение — пойменное. Группа гидрологического режима — сточное.

## География
Длина — 2,4 км, ширина — до 0,06-0,08 км. Согласно изданию «Географічна енциклопедія України», размеры озера — 2×0,2 км. Глубина наибольшая — 4 м. Используется для рыболовства.
Озеро расположено на левом берегу реки Десна — на острове Любичев, восточнее села Пирново. Озёрная котловина дугообразной формы. Берега возвышенные, поросшие ивой, ольхой, бузиной, хмелем.
Питание смешанное, во время весеннего половодья сообщается с Десной.
Температура воды на глубине 0,5 м от поверхности +20,5 +21 °C, на глубине 3-3,5 м +16 +17 °C. Зимой замерзает. Прозрачность воды — 1,2 м. Дно песчаное, укрытое илистыми отложениями.

## Природа
Распространена водяная растительность (осока плетевидная, манник большой, сусак зонтичный, кубышка жёлтая, кувшинка снежно-белая), в том числе есть редкие виды (сальвиния плавающая) и насекомоядные виды (пузырчатка обыкновенная). В прибрежных зарослях гнездятся сверчки, камышовки, крачки и другие птицы.
Водятся краснопёрка, лещ, плотва, окунь.